# Heterogomphus bicuspis
Heterogomphus bicuspis är en skalbaggsart som beskrevs av S. Endrödi 1976. Heterogomphus bicuspis ingår i släktet Heterogomphus och familjen Dynastidae. Inga underarter finns listade i Catalogue of Life.